# Метрополитен Боготы
Метрополитен Боготы (исп. Metro de Bogotá) — строящаяся система метро в Боготе, столице Колумбии. Открытие запланировано на 2028 год. В 2019 году тендер на строительство выиграла компания из Китая. Работы начались в октябре 2020 года.

## История
Строительство Метро Боготы было предметом дискуссий и исследований с 1940-х годов, когда закрытие трамвая сделало очевидной потребность в современном виде общественного транспорта для быстрорастущего мегаполиса. В итоге в Боготе не стало железнодорожного сообщения. Было предложено использовать рельсовые пути закрытой железной дороги Богота-Саванна для новой системы городского метро. Однако многие десятилетия проект не утверждался, а в городе была налажена сеть скоростных автобусов TransMilenio.

### 1950-е
Генерал Густаво Рохас Пинилья начал процесс заключения контракта на проектирование метро с управлением городского транспорта Нью-Йорка. Однако из-за переворота, свергнувшего его, проект застопорился.
В 1955 году городское правительство выбрало автобусный транспорт.

### 1980-е
В 1981 году был проведён ряд исследований, чтобы оценить стоимость строительства пяти линий. Проект состоял из «основной» линии длиной 92 км, с периодом строительства в пять лет и средней и стоил 797 миллионов долларов США. Тем не менее, из-за возможности проведения чемпионата мира 1986 года в Колумбии, извержения Невадо-дель-Руиса и осады Дворца правосудия проект был отсрочен.
В 1982 году мэр Антанас Моцкус вместе с JICA опубликовал Транспортный план Сантафе-де-Богота.
В 1988 году во время правления Вирджилио Барко было объявлено, что переговоры о строительстве метро ведутся с итальянской фирмой Intermetro.

### 2010-е
В 2019 году тендер на строительство метрополитена в Боготе выиграла китайская компания Apca Transmimetro, в которую входят China Harbor Engineering Company и Xi'An Metro Company. 